# Interdentaler Laut
In der Phonetik beschreibt interdental den Artikulationsort eines Lautes. Ein interdentaler Laut wird zwischen den Zähnen (lat. inter dentes) gebildet. Im deutschen Sprachgebrauch wird jedoch eine interdentale Artikulation als eine Aussprachestörung angesehen und Lispeln genannt, wogegen im Englischen die Interdentallaute [⁠θ⁠] und [⁠ð⁠] zum Phoneminventar gehören (beide mit „th“ geschrieben). In den meisten Dialekten des Englischen werden sie allerdings nicht interdental, sondern apiko-dental ausgesprochen, das heißt, es wird eine Enge zwischen Zungenspitze und den oberen Schneidezähnen gebildet.